# Pedicularis lapponica
Pedicularis lapponica — вид рослин родини вовчкові (Orobanchaceae), поширений на півночі Північної Америки, Європи й Азії. лат. lapponica — видовий епітет вказує на поширення в Лапландії.

## Опис
Багаторічна трава-напівпаразит висотою 15–25 см. Кореневище повзуче. Стовбур жорсткий, нерозгалужений, верхня частина рідко волосата, червонувато-коричнева. Листя чергуються; немає розетки. Листова пластина вузько яйцеподібно-лінійна, досить гладка, товста, периста, листові фрагменти зубчасті.
Вінчик неправильний, жовтувато-білий, довжиною 12–15 мм, довго трубчастий, з трояндовим ароматом, пелюстки двоморфні, злиті. Чашечка двоморфна, 5-лопастна, гладка. Тичинки 4. Суцвіття — коротка, досить щільна кінцева китиця. Плід яйцеподібна, гостра, коричнева, ≈14 мм довжиною, коса капсула, яка відкривається з одного боку. 2n=16(2x).

## Поширення
Північна Америка: Ґренландія, Канада, Аляска — США; Азія: Далекий Схід Росії, Сибір; Європа: Норвегія, Швеція, Фінляндія, Росія.
Населяє папоротникові пустища, гірські березові гаї, також росте біля струмків та річок у хвойних лісах. Паразитує зокрема на березі карликовій і рослинах з роду Vaccinium

## Галерея

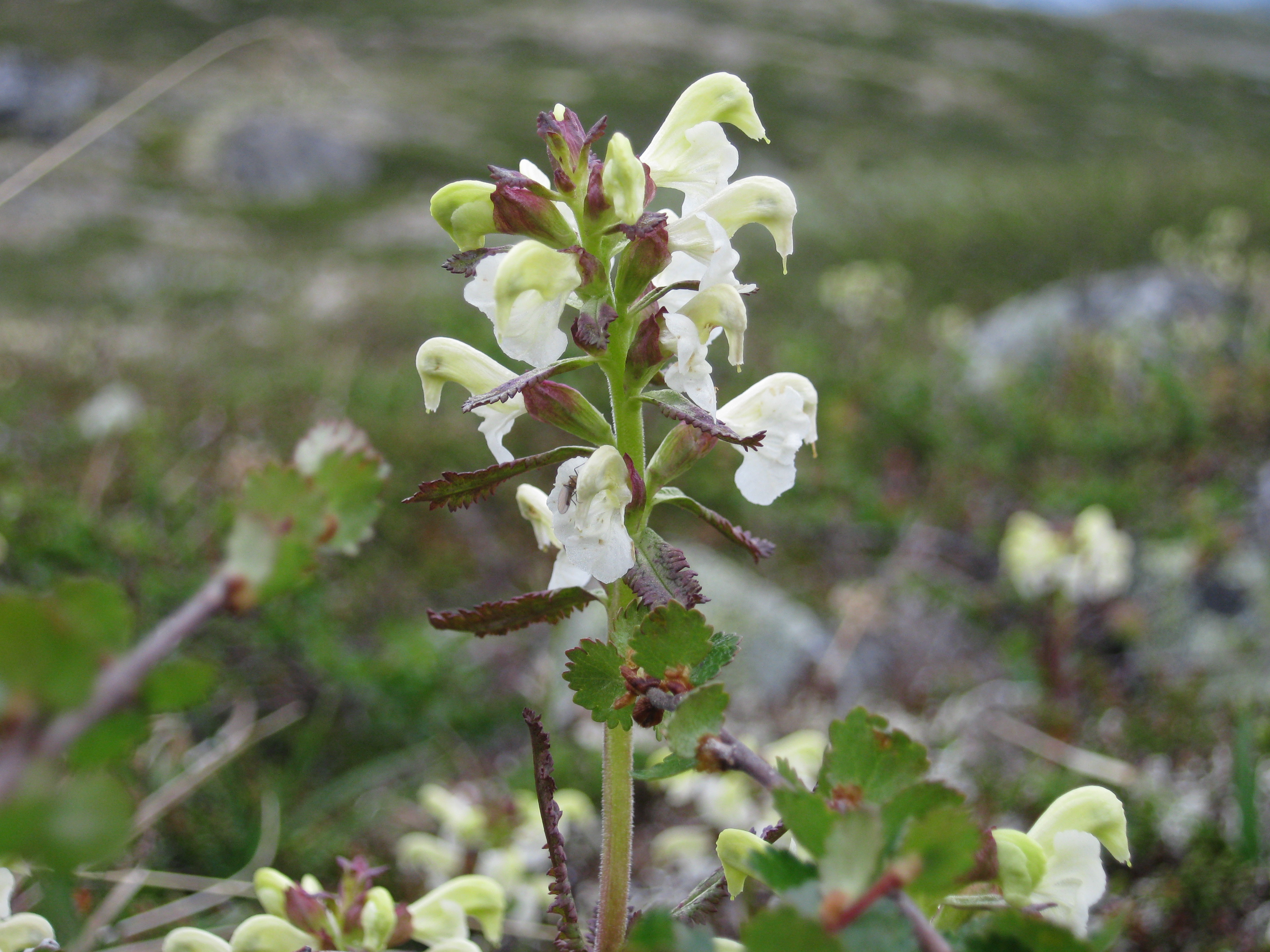
суцвіття
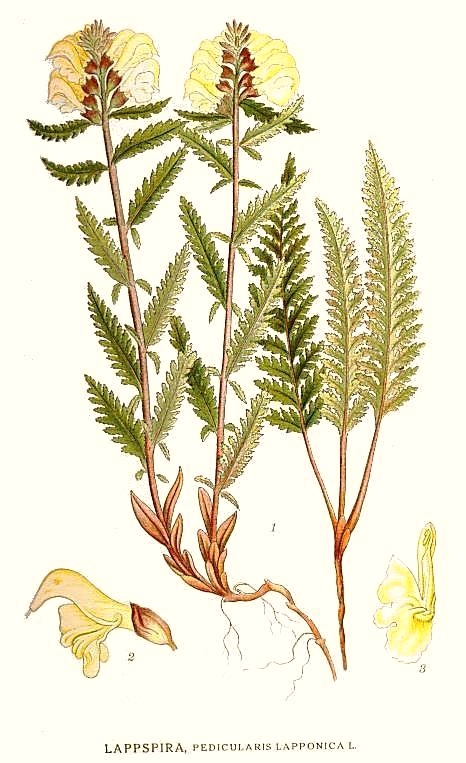
ілюстрація